# Masseto
Il Masseto è un vino vinificato in purezza, ottenuto da uve merlot. È considerato fra i migliori vini italiani, ed è uno dei più costosi sul mercato (il prezzo medio di una bottiglia supera i 700 euro).
Deve il suo nome alla zona di produzione, ossia la collina Masseto sita nella frazione di Bolgheri, facente parte del Comune di Castagneto Carducci (in provincia di Livorno).

## Zona di produzione
Il Masseto viene prodotto presso la Tenuta dell'Ornellaia, in una zona di soli 7 ettari, fondata da Lodovico Antinori della famiglia Antinori, e dal 2005 di proprietà della famiglia Frescobaldi. 
Il vigneto è suddiviso in tre aree, tutte caratterizzate dalla forte presenza di argilla grigia, definite "Masseto alto" (molto argilloso), "Masseto centrale" (più sabbioso) e "Masseto Junior" (caratterizzato dalla presenza di ciottoli).

## Caratteristiche
Il Masseto è un cru, nato piuttosto di recente. La prima produzione è, infatti, datata 1986 e recava la sola denominazione "Merlot". Il nome "Masseto" arrivò soltanto nel 1987.
In breve tempo ha ottenuto riconoscimenti di altissimo livello. La rivista Wine Spectator ha premiato l'annata 2001 con il punteggio massimo (100/100) e nel 2006 è divenuto il primo vino italiano venduto nella "Place de Bordeaux". È inoltre presente costantemente nelle guide enologiche più note.
Il Masseto è uno dei vini considerati "iconici" e fra i più desiderati dai collezionisti. Le sue bottiglie sono messe all'asta in tutto il mondo (anche per via di una limitata produzione annuale, che si aggira intorno alle 30.000 bottiglie annue) e hanno raggiunto cifre superiori ai 50.000 dollari, come nel caso di una bottiglia di 15 litri venduta nel 2007.